# Paulinie nápojná
Paulinie nápojná (Paullinia cupana, syn. P. crysan, P. sorbilis) je keř nebo malý strom z čeledi mýdelníkovité, původem z Venezuely a severní Brazílie. Semena jsou známa jako guarana [gvarana] nebo guaraná [gvaraná].
Semena guarany obsahují stimulanty centrální nervové soustavy.
Guarana hraje důležitou roli v kulturách brazilských kmenů Tupi a Guaraní. Název „guaraná“ je odvozen ze slova wara'ná. Tyto kmeny věří, že tato rostlina je magická, léčí střevní problémy a působí jako prostředek nabytí síly. Vypráví také báji o „Božském dítěti“, které bylo zabito hadem a jehož oči daly vzniknout této rostlině.

## Rozšíření
Paulinie nápojná je rozšířena v Kolumbii, Venezuele, Peru, Ekvádoru a severní Brazílii.

## Využití
Guarana je známá pro své povzbuzující účinky, snižuje únavu, udržuje pozornost a bdělost. Běžně se užívá v lidovém lékařství. V Brazílii ji užívají jako afrodiziakum.

## Složení
Semena guarany se skládají většinou z načervenalých rostlinných vláken a pryskyřice s malým množství oleje a vody.
Guarana obsahuje i stimulanty theobromin a theofylin a další alkaloidy, jako je kofein (3 – 6 %).